# 波動エンジン
波動エンジン（はどうエンジン）は、アニメ「宇宙戦艦ヤマトシリーズ」に登場する航宙艦艇用エンジンで、ワープを可能とする能力を持つ。

## 諸設定
波動エンジンは、宇宙エネルギーを超光速のタキオン粒子へ圧縮変換して動力とするために通常空間における事実上の無限動力機関であり、同粒子が反動推進剤をも兼ねるために航続距離も無限大である。その能力は光速を超えさせることすら可能であり、地球の科学技術力では机上の理論止まりであったワープ航行の実現に大きく貢献した。ヤマトは作中において地球製の航宙艦で初めて波動エンジンが搭載された艦という立ち位置である。
波動エンジンは非常に高出力のエネルギーを発生させることが可能であり、ヤマトやその後に続く地球防衛軍所属の戦闘艦艇は恒星間航行のために必要不可欠な動力としての面以外にも「波動砲」という形でその膨大なエネルギーを武装として転用している。
しかしながら上記に挙げた「無限動力機関」としての一面はあっても、一度に発生可能なエネルギー量にも限界はあり、生じるエネルギーを超える速度でエンジン内のエネルギーを消耗した場合、エンジンの機能停止など窮地に陥るという場面も作中では度々発生している（作中ではエネルギーを食料とするガス生命体に取りつかれる、エネルギー吸収性質のある異次元空間に囚われるなどのエピソードで描写されている。一部のエンジン内のエネルギー保護に関する手段は後に工作班長の真田志郎による改良・解決手段によって改善された部分もある）。
松本零士が関わっている漫画版および諸ゲーム作品においては波動エンジンは、イスカンダルと同様の技術体系を持つガミラスの航宙艦艇にも採用されているという設定であるが、旧アニメ版においてはガミラス艦艇の動力機関が波動エンジンと同一のものであるとは明言されていない。
「波動」という用語は、宇宙波動理論ないし次元波動理論という架空の理論に由来し、当作品以外にも『松本零士999』内での「戦士の銃」のエネルギー源を筆頭にした松本零士作品群において超科学的なものを説明する便利なタームとして使われている。

## 設定構築の経緯
波動エンジンの原理に関しては、『宇宙戦艦ヤマト』のメイン製作スタッフの1人である松本零士が、自らの弟が通っていた九州大学のつてを頼って当時の理学部教授に波動仮説を提案したところ、「あっても良いと思う」という承諾を経て生み出された大道具であるとされており、実際に初期映画のパンフレットなどでも語られている（映画「宇宙戦艦ヤマト」の松本零士インタビューより）。
作画にあたってはスタジオぬえの高千穂遙や加藤直之により、詳細な設定資料として描かれることになった。最終原稿を完成したのは、加藤直之と『さらば宇宙戦艦ヤマト 愛の戦士たち』のメカニックデザインを行った宮武一貴である。なお、スタジオぬえのメンバーのヤマト（TV第一シリーズ）に関する見解としては、『S-Fマガジン』の連載「スターシップ・ライブラリー」において、「『下に“落ちて”ゆく戦闘艦』『空母から発艦後“一瞬下に沈む”艦載機』といった描写は『SFと銘打っているが、SFじゃない』という、内部の一部のスタッフからのサインだ」と書かれている。

## 劇中での描写
波動エンジンは、劇中における移動手段としての役割を得ているため、たびたび改造が施されている。各戦役などは、劇中における作品群内の描写を元にしている。
宇宙戦艦ヤマト
西暦2199年、イスカンダルより送られた設計図を基に製造された（ひおあきら版では、火星に墜落したサーシャの宇宙船のエンジンを参考に開発したとされている）波動エンジンは建造途中のヤマトへ据え付けられ、地球史上初の波動エンジン搭載艦が誕生する。
波動エンジンの始動には外部動力が必要であり、必ず補助エンジンを始動してから波動エンジンに点火するという過程から、補助エンジンをスターターとして始動する。いったん始動すれば、波動エンジン内で膨大なエネルギーが生成される。初回は、地下都市の残り少ない貴重なエネルギーをヤマトへ回して波動エンジンに注入することで始動している。
波動エンジンの試験運転の時間的余裕を取れないまま出航したヤマトには、ワープ航法や波動砲のテストにより波動エンジンのエネルギー伝導管へ強い負荷がかかり、異常加熱や熔融断裂による機関故障や異常暴走などのトラブルが発生するが、土星の衛星タイタンで採集したコスモナイト鉱石から生成した宇宙合金で補修に目処をつけるなど、確実に自己のものとしていく。
さらば宇宙戦艦ヤマト 愛の戦士たち / 宇宙戦艦ヤマト2
アンドロメダをはじめとする地球艦の標準主機関となり、技術的にも小型軽量化や全自動化などの改良を加えられるほどに進歩する。
始動シークエンスの手順の描写が前作から若干変更されている。補助エンジンにエネルギーを注入してその圧力が上昇したら動力と接続して補助エンジンを始動後、波動エンジン内へのエネルギー注入を開始する。波動エンジンのシリンダーへの閉鎖弁を開放し、波動エンジン内へエネルギーが充填されて圧力が上昇したら、フライホイールを始動する。規定値の回転数に達したフライホイールを波動エンジンと接続し、点火することで波動エンジンは始動する。この手順が本作以降のスタンダードになっている。
宇宙戦艦ヤマト 新たなる旅立ち / ヤマトよ永遠に
『新たなる旅立ち』では、機関部員の新キャラクターとして徳川太助が登場しており、機関始動時などにおける機関室内の描写も詳細になる。
『永遠に』では、ヤマトの波動エンジンが、ヤマトの改装とともに大幅に改良されており、新開発の波動エネルギー増幅装置「スーパーチャージャー」が装備され、超長距離ワープと新・波動砲の連続使用が可能となる。デザイン自体も板橋克己によって新規に描き起こされており、「地球人が波動エンジンのメカニズムを完全に理解して改造した」と考え、旧来よりも地球的なデザインにされている。
宇宙戦艦ヤマトIII / 宇宙戦艦ヤマト 完結編
本両作では特に改良などの描写はない。
『ヤマトIII』では、ガミラス帝国の後継国家であるガルマン・ガミラス帝国の次元潜航艇に波動エンジンが搭載されていることが、第14話劇中のセリフで明言されている。
宇宙戦艦ヤマト 復活篇
『完結編』から17年後のヤマト再建に伴い、大改造される。従来作品での1基の波動炉心から、6基の炉心からなる大波動炉心を備えた構造となる。それに伴い、波動砲には6連射機能が備わったが、発射後のエネルギー再充填に時間を要するという弱点も抱えることとなっている。
スーパーチャージャーが従来から引き続き採用されているが、以前のものとの能力差などについては言及されていない。
機関室内の設定も変更され、波動砲制御室と一体化し、6連炉心が波動砲の突入ボルトの役割を担う構造となっている。また、キーボードとモニターが備え付けられた機関制御室なども新たに設定されている。

## リメイクアニメシリーズにおける描写
『宇宙戦艦ヤマト』のリメイク作品である『宇宙戦艦ヤマト2199』では、「ロ号艦本イ式次元波動缶」という型式や「次元波動エンジン」という通称が設定された。正式名称は「次元波動超弦跳躍機関」。
構造
内部構造図は各部の名称に若干の変更はあるものの、旧作とほぼ同じである。製造工程に関する設定が再構築されており、イスカンダルの技術供与により製造された次元波動エンジン単体では起動せず、エンジンの核となる「波動コア」が必要である。これは最後のパーツとしてイスカンダルから送られており、「起動ユニットシリンダー」へ装着したうえで次元波動エンジンの「波動コア・コンジットベイ」内へ組み込むことによって、初めてエンジンの起動が可能となる。最初の起動には膨大な電力を必要し、劇中では極東管区の全エネルギーをヤマトに回すが、それでも足りず、全世界が電力をヤマトに送電することで起動に成功している。波動エンジン停止時は、「量子フライホイール」によって多元運動量を保存し、電力を「パワーキャパシタ（コンデンサ）」に充電する。
また、波動エンジンではないが、副機関として「艦本式コスモタービン改」×8基・2軸が存在する。ヤマトの内部図解では「74式推進機関」と表記されており、次元波動エンジンの後方下部に位置し、「波動炉心」と「伝導管」で繋がっている。
原理
次元波動エンジンは「真空からエネルギーを汲み上げることで莫大なエネルギーを無補給で生み出すことができる、夢の無限機関」と解説されている。
本作では現代物理学の仮説である「M理論」を基に設定が作られている。M理論によると、宇宙は11次元（空間次元10個+時間次元1個）で誕生したが、その後、5次元以上の余剰次元は観測不可能な大きさ1.6×10のマイナス35乗メートルのサイズ「プランク長」となって宇宙全体に重なり合っているとされる。次元波動エンジンは余剰次元を元の大きさへ戻すことができる機関であり、その際、余剰次元に力を及ぼしていた重力が開放されることでマイクロブラックホールが生成され、ホーキング輻射を伴って蒸発するマイクロブラックホールの莫大なエネルギー放射を取り出しているという設定である。
また、『宇宙戦艦ヤマト2202 愛の戦士たち』では、「炉心内において、真空中から展開した余剰次元が元のサイズへ復元しようとする際に生じる超重力源のエネルギーを抽出している」と解説されている。
応用
次元波動エンジンから供給されるエネルギー量は既存の地球製機関を遥かに上回っており、この膨大なエネルギーによって「陽電子衝撃砲（ショックカノン）」などの兵器が、決戦用ではない通常使用の兵装として実用化される。また、次元波動エンジンの基礎理論となる次元波動理論を応用することで「次元波動振幅防御壁（波動防壁）」や「次元波動爆縮放射機（波動砲）」などの新装備も開発されている。
その他
ガミラス艦艇も次元波動エンジンと同じ理論に基づく「ゲシュ＝タム機関」と呼ばれる機関を搭載している。イスカンダルのユリーシャは波動エネルギーについて星を渡るためのものとしており、波動砲のように武器として応用してはいけないと述べている。その理由に関しては波動砲#リメイクアニメシリーズにおける設定に譲る。

## その他の作品群における描写
YAMATO2520
波動エンジンは、それを凌ぐ新型の主機関「モノポールエンジン」が発明されるまでの数百年にわたり、主機関の地位を占め続けることになる。セイレーン連邦は、地球連邦よりもモノポールエンジンの実用化に先んじていた。地球連邦側航宙艦艇でモノポールエンジンを搭載したのは、西暦2520年建造の第18代YAMATOからであることが窺える（第17代YAMATOまでは、波動エンジンが主機関となっていた。なお、そもそも第18代YAMATOは正規の連邦軍艦船ではなく、セイレーン連邦が支配していた惑星リンボスから主人公らが脱出するために第17代YAMATOのデータを基礎として建造したものである）。
第18代YAMATOでの波動エンジンは、それ自体が推進機（副機関）であると同時にモノポールエンジン始動の補助機関としても使われる（波動モノポールエンジン）。また、2種類のエンジンを搭載したことによって、波動砲も「プラズマ波動砲」（収束・拡散、波動エンジン）、「モノポール砲」（超波動砲、モノポールエンジン）、それら2つを合わせた「ツインノヴァ波動砲」と撃ち分けられるようになっている。
新宇宙戦艦ヤマト
イスカンダルへの航海から1000年の間にヤマトはグレートヤマトへ進化し、波動エンジンも強力な複合双連へ進化したとされているが、作品の権利を巡る裁判などの影響から、描かれることはなかった。

## 科学考証補足
波動エネルギー
SF作品中に存在する「宇宙エネルギー」としては、アーサー・C・クラークの作品である『宇宙のランデブー』の劇中における「真空のエネルギー」などがある。物理学的には、リチャード・P・ファインマンについて書かれた作品『ご冗談でしょう、ファインマンさん』（邦訳：岩波書店）でも語られているが、「真空のあわ立ち」によってエネルギーが存在するとされており、研究が行われていた時期もある。宇宙論および素粒子物理学分野では、ダークエネルギーと呼ばれる宇宙膨張のエネルギーとして観測が行われ、探求が進められている。
波動増幅器
波動エネルギーの増幅方法としては、一番身近にあるものに「レーザー発振」や「メーザー発振」が挙げられる。大阪大学レーザー科学研究所に存在する激光XII号レーザーでは、レーザー発振の増幅器を用いることで、核融合を実現するための実験を行っている。また、メーザー発振の場合には波長の振幅が共鳴する場合において、極めて強力な破壊力を有する。破壊力を有するとは、極めて強力なエネルギーを有するということでもあり、材料加工や医療器具として応用されている。
軍事考証
エンジンの出力を直接丸ごと全部、兵器として転用する兵器は、（艦体自体を兵器とする衝角戦を別とすれば）21世紀初頭では研究中であり実戦配備はされていない。レールガンやレーザー砲などエンジンが生み出した膨大な電力を使用する兵器がズムウォルト級ミサイル駆逐艦に搭載される計画がある。